# Adrienne Rich
Adrienne Cecile Rich (Baltimore, 16 de Maio de 1929 - 27 de Março de 2012) foi uma feminista, poeta, professora e escritora dos Estados Unidos. Rich criticou formas rígidas de identidades feministas e valorizou o que ela cunhou de "continuum lésbico", que é um continuum feminino de solidariedade e criatividade que impacta e preenche a vida das mulheres. Filha de pai judeu e mãe cristã, Rich identificou-se como judia e escreveu sobre a sua judeidade em sua obra.
Assumidamente lésbica e profundamente crítica dos valores dominantes, Rich escolheu praticar a solidariedade humana com os marginalizados e os oprimidos.
Em 1997 foi-lhe atribuído o National Medal for the Arts, o maior prémio atribuído a artistas, tendo recusado.

## Obras
- Of Woman Born: Motherhood as Experience and Institution. [S.l.]: Norton. 1976. ISBN 978-0-393-31284-3
- On Lies, Secrets and Silence: Selected Prose, 1966–1978, 1979
- Blood, Bread, and Poetry: Selected Prose, 1979–1985, 1986 (Includes the noted essay: "Compulsory Heterosexuality and Lesbian Existence")
- What Is Found There: Notebooks on Poetry and Politics, 1993
- Arts of the Possible: Essays and Conversations. [S.l.]: W.W. Norton. 2001. ISBN 978-0-393-05045-5
- Poetry and Commitment: An Essay, 2007
- A Human Eye: Essays on Art in Society, 1997–2008, 2009

### Poesia
- A Change of World. [S.l.]: Yale University Press. 1951
- The Diamond Cutters, and Other Poems. [S.l.]: Harper. 1955
- Snapshots of a daughter-in-law: poems, 1954-1962. [S.l.]: Harper & Row. 1963
- Necessities of life: poems, 1962-1965. [S.l.]: W.W. Norton. 1966
- Selected Poems. [S.l.]: Chatto & Hogarth P Windus. 1967
- Leaflets. [S.l.]: W.W. Norton. 1969. ISBN 978-0-03-930419-5
- The Will to Change: Poems 1968-1970. [S.l.]: Norton. 1971
- Diving into the Wreck. [S.l.]: W.W. Norton. 1973. ISBN 978-0-393-31163-1
- Poems: Selected and New, 1950-1974. [S.l.]: Norton. 1975. ISBN 978-0-393-04392-1
- Twenty-one Love Poems. [S.l.]: Effie's Press. 1976
- The Dream of a Common Language. [S.l.]: Norton. 1978. ISBN 978-0-393-04502-4
- A Wild Patience Has Taken Me this Far: Poems 1978-1981. [S.l.]: W. W. Norton & Company, Incorporated. 1982. ISBN 978-0-393-31037-5 (reprint 1993)
- Sources. [S.l.]: Heyeck Press. 1983
- The Fact of a Doorframe: Poems Selected and New, 1950-1984. [S.l.]: W. W. Norton & Company, Incorporated. 1984. ISBN 978-0-393-31075-7
- Your Native Land, Your Life: Poems. [S.l.]: Norton. 1986. ISBN 978-0-393-02318-3
- Time’s Power: Poems, 1985-1988. [S.l.]: Norton. 1989. ISBN 978-0-393-02677-1
- An Atlas of the Difficult World: Poems 1988-1991. [S.l.]: Norton. 1991. ISBN 978-0-393-03069-3
- Collected Early Poems, 1950-1970. [S.l.]: W. W. Norton & Company, Incorporated. 1993. ISBN 978-0-393-31385-7
- Dark Fields of the Republic: Poems, 1991-1995. [S.l.]: W.W. Norton. 1995. ISBN 978-0-393-03868-2
- Selected poems, 1950-1995. [S.l.]: Salmon Pub. 1996. ISBN 978-1-897648-78-0
- Midnight Salvage: Poems, 1995-1998. [S.l.]: Norton. 1999. ISBN 978-0-393-04682-3
- Fox: Poems 1998-2000. [S.l.]: W W Norton & Co Inc. 2001. ISBN 978-0-393-32377-1 (reprint 2003)
- The School Among the Ruins: Poems, 2000-2004. [S.l.]: W. W. Norton & Co. 2004. ISBN 978-0-393-32755-7
- Telephone Ringing in the Labyrinth: Poems 2004–2006. [S.l.: s.n.] 2007. ISBN 978-0-393-06565-7
- Tonight No Poetry Will Serve: Poems 2007-2010. [S.l.: s.n.] 2010. ISBN 0-393-07967-8